# Militärflugplatz Cambrai-Épinoy

i7
i11
i13
Die Base aérienne 103 Cambrai-Épinoy (B.A. 103) war ein Militärflugplatz der französischen Luftstreitkräfte (Armée de l’air). Die Basis, die seit 1959 nach Commandant René Mouchotte benannt war und 2013 geschlossen wurde, liegt in der Region Hauts-de-France im Département Nord auf dem Gebiet Épinoys und der Nachbargemeinden Haynecourt und Sauchy-Lestrée etwa acht Kilometer nordwestlich von Cambrai. Sie wurde in beiden Weltkriegen von deutschen Luftstreitkräften genutzt und war in den Jahrzehnten vor ihrer Schließung nördlichster französischer Kampfflugzeugstützpunkt.
Im Zuge der Konversion entsteht hier unter dem Projektnamen Narval ein Industriegebiet mit Schwerpunkt Logistik und E-Commerce. Hierzu gehört auch eine Ausbildungseinrichtung für die hierfür benötigten Berufsbilder.

## Geschichte
Während des Ersten Weltkrieges war Épinoy ein Feldflugplatz der deutschen Fliegertruppen. Erster Nutzer war zwischen Mitte Februar und Mitte April 1917 die mit Albatros D.III/D.Va ausgerüstete (preußische) Jasta 12.
Ab Mitte April 1918 wurde der Platz Stützpunkt der (bayrischen) Jastas 23b, 32b und 35b mit Albatros D.II/D.Va. Am 1. August wurde Epinoy Ziel eines Luftangriffs der Royal Air Force (RAF). Nachdem die Jasta 32b Épinoy Anfang August verlassen hatte, wurden die beiden übrigen Staffeln innerhalb weniger Tage Ende August 1918 aus Épinoy abgezogen.
Während des Zweiten Weltkrieges wurden sowohl die nördlich Cambrais gelegene Basis Cambrai-Épinoy als auch das südlich der Stadt gelegene noch heute existierende Aérodrome de Cambrai-Niergnies durch die Luftwaffe genutzt. Aus den vorliegenden Quellen geht nicht immer eindeutig hervor auf welchem Platz die jeweiligen Verbände stationiert waren.
Bereits gut zehn Tage nach Beginn des Westfeldzuges fielen der deutschen Wehrmacht die Pisten bei Cambrai in die Hände und Niergnies wurde Ende Mai als Feldflugplatz für zwei Tage Basis der Messerschmitt Bf 109E der I. und II. Gruppe des Jagdgeschwaders 3 (I. und II./JG 3). Die I. Gruppe des Jagdgeschwaders 21 (II./JG 21) lag, ebenfalls mit der „Emil“ ausgerüstet, ebenfalls einige Tage im Raum Cambrai. Hinzu kamen bis Mitte Juni die II. (Schlacht-)Gruppe des Lehrgeschwaders 2 (II. (Schlacht)/LG2) mit ihren Henschel Hs 123 und Teile der II. Gruppe des Sturzkampfgeschwaders 2 (II./StG 2) mit Junkers Ju 87B.
Weitere Nutzer im Juni waren die 4. Nahaufklärer-Staffel der Fernaufklärungsgruppe 22 (4.(H)/22) mit Henschel Hs 126 und die I. Gruppe des Kampfgeschwaders 76 (I./KG 76) mit Dornier Do 17Z.
An Stelle der letzteren Gruppe verlegte mit der II. Gruppe des Kampfgeschwaders 2 (III./KG 2) Anfang Juli ein anderer Do 17Z Verband nach Cambrai, der hier bis Ende März 1941 stationiert blieb. Zusätzlich lag ab Herbst 1940 der Stab des KG 2 in Niergnies.
Nach einer Phase reduzierten Flugbetriebs lagen die Focke-Wulf Fw 189A der 2. Staffel der Nahaufklärungsgruppe 32 (2.(H)/32) zwischen Dezember 1941 und Mai 1942 im Raum Cambrai.
Nach einer weiteren Ruhephase war die II. Gruppe des Jagdgeschwaders 26 (II./JG 26) mit ihren Focke-Wulf Fw 190A zwischen Anfang Oktober 1943 bis Mitte März 1944 zunächst in Épinoy und anschließend bis Mitte Mai 1944, mit einer einwöchigen Unterbrechung im April, in Niergnies stationiert.
Die Gegend um Cambrai wurde im September 1944 von den Westalliierten befreit und der Flugplatz erhielt zunächst die Codebezeichnung Advanced Landing Ground ALG A-75, er wurde jedoch anschließend in Advanced Landing Ground ALG B-72 umnummeriert, da er von der britischen Royal Air Force genutzt werden sollte. Épinoy war zwischen November 1944 und September 1945 unter anderem Stützpunkt von de Havilland DH.98 Mosquito FB.VI des 138. Wing der RAF. Zum Geschwader gehörten die 305. (Polish), 487. (RNZAF) und 613. Squadron.
Im Jahr 1946 war Épinoy für einige Monate Basis der Groupe de Reconnaissance 1/31 (GR 1/31) „Lorraine“, einer Mosquito PR.16-Aufklärungsgruppe, bevor das Gelände für einige Jahre landwirtschaftlich genutzt wurde.
Nach Beginn des Kalten Krieges wurde der Flugplatz reaktiviert und ab 1951 zu einer jettauglichen NATO-Basis ausgebaut. Zwei Jahre später traf aus Mont-de-Marsan kommend die Escadron de Chasse 1/12 (EC 1/12) „Cambrésis“, eine mit Dassault Ouragan ausgerüstete Jagdgruppe, als Teil des 12. Jagdgeschwaders, 12e Escadre de Chasse (12e EC) auf der Luft-Basis 103 ein. In den beiden folgenden Jahren kamen zwei weitere fliegende Gruppen, die EC 2/12 „Picardie“ und EC 3/12 „Cornouaille“, hinzu und das gesamte 12. Jagdgeschwader wurde 1955 auf die Dassault Mystère IV umgerüstet. Die 2. Jagdgruppe wurde jedoch bereits 1957 wieder aufgelöst während die 1. im Frühjahr und die 3. im Juli 1959 die Dassault Super Mystère B2 erhielten. Parallel wurde die EC3/12 zur EC 2/12 „Cornouaille“. Im folgenden Jahr wurde die EC 1/12 Gründungsmitglied der NATO Tiger Association.
Nach 17 Jahren Flugbetrieb mit der SMB2 nutzte die EC 1/12 seit Anfang 1978 die Dassault Mirage F1C. Die Umrüstung der EC 2/12 erfolgte im folgenden Jahr und anschließend erhielt die EC 2/12 ihre frühere Nummer EC 3/12 zurück. Die EC 2/12 „Picardie“ wurde im Juni 1980 als weitere Mirage F1-Gruppe des 12e EC erneut aufgestellt, sie nahm Mitte der 1980er an Einsätzen im Tschad und zusammen mit der EC 1/12 1990/1991 am Golfkrieg teil.

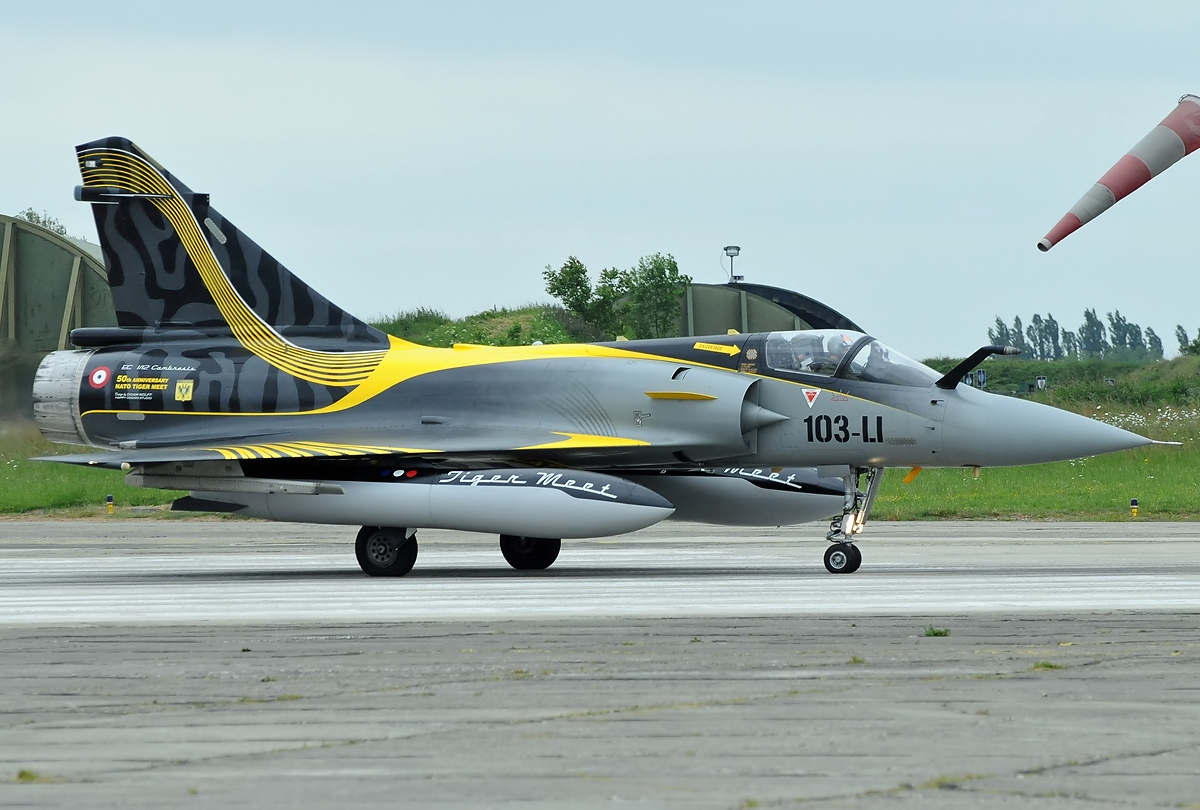
Mirage 2000C, EC 1/2, Cambrai, 2011

Die ersten beiden Jagdgruppen war ab dem dritten Quartal 1992 mit der Dassault Mirage 2000C/RDI einsatzbereit, sie beteiligten sich mit diesem Einsatzmuster an Operationen über dem Irak und Bosnien-Herzegowina. Die EC 3/12, die nicht mehr auf die Mirage 2000 umgerüstet worden war, wurde 1995 als F1-Gruppe aufgelöst. Gleichzeitig wurde auch das 12. Jagdgeschwader aufgelöst und die beiden anderen Jagdgruppen wurden autonom.
Im Juli 2008 verkündete der seinerzeitige französische Verteidigungsminister Hervé Morin den Plan zur Schließung der Basis 103. Die EC 2/12 wurde daraufhin im Juli 2009 endgültig aufgelöst. Die EC 1/12 stellte ab Juni 2010 nochmals ein Kontingent in den Tschad ab und wurde Ende März 2012 ebenfalls außer Dienst gestellt, womit 95 Jahre Militärfliegerei in Cambrai ihr Ende fanden.